# Mesmont, Côte-d'Or
Mesmont är en kommun i departementet Côte-d'Or i regionen Bourgogne-Franche-Comté i östra Frankrike. Kommunen ligger i kantonen Sombernon som tillhör arrondissementet Dijon. År 2022 hade Mesmont 253 invånare.

## Befolkningsutveckling
Antalet invånare i kommunen Mesmont
Referens:INSEE